# NGC 2465
NGC 2465 je zvijezda u zviježđu Risu. 

## Vanjske poveznice
- SEDS: NGC 2465